# 동부관코박쥐
동부관코박쥐 또는 퀸즐랜드관코박쥐(Nyctimene robinsoni)는 큰박쥐과에 속하는 박쥐의 일종이다. 오스트레일리아 북동부 지역에서 서식한다. 보금자리에서 홀로 생활하는 얼마되지 않는 큰박쥐류 박쥐의 하나이다. 통용명은 큰박쥐과에 속하는 다른 대부분의 박쥐와 달리 두드러진 관 모양의 콧구멍에서 유래했다. 회색 머리와 함께, 몸은 진한 갈색을 띠며 희미한 노란 반점을 갖고 있다